# Agoliinus amurensis
Agoliinus amurensis är en skalbaggsart som beskrevs av Iablokov-khnzorian 1972. Agoliinus amurensis ingår i släktet Agoliinus och familjen Aphodiidae. Inga underarter finns listade i Catalogue of Life.